# Andres Sutt

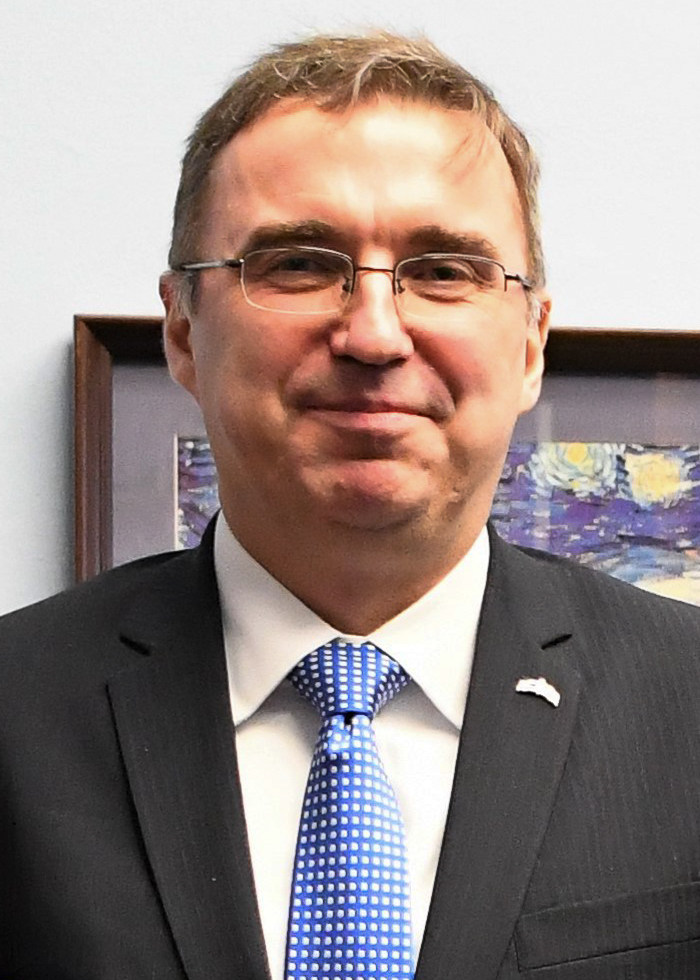
Andres Sutt (2020)

Andres Sutt (* 11. November 1967 in Tartu) ist ein estnischer Politiker (RE). Vom 26. Januar 2021 bis zum 18. Juli 2022 war er Minister für Außenhandel und
Informationstechnologie der Republik Estland im ersten Kabinett von Ministerpräsidentin Kaja Kallas.

## Leben

### Ausbildung
Andres Sutt beendete 1983 die Schule, das heutige Hugo-Treffner-Gymnasium, in seiner Heimatstadt Tartu. Er schloss 1993 sein Magister-Studium an der Wirtschaftswissenschaftlichen Fakultät der Universität Tartu im Fach Finanzen und Kreditwesen ab. 2008 nahm er am Management-Programm von INSEAD in Fontainebleau teil. 2015 machte er darüber hinaus einen Abschluss an der Harvard Law School.

### Finanzwesen
Von 1992 bis 1999 war Andres Sutt in der estnischen Zentralbank (Eesti Pank) beschäftigt. Eine seiner ersten Aufgaben war die Durchführung der estnischen Währungsreform. Von 1999 bis 2001 war er Berater des Exekutivdirektors für die nordischen und baltischen Staaten des Internationalen Währungsfonds (IWF) in Washington. Von 2001 bis 2009 war Sutt Vize-Präsident der estnischen Zentralbank.
Von 2009 bis 2012 war Sutt als Chefberater des Exekutivdirektors für die nordischen und baltischen Staaten beim IWF tätig und von 2009 bis 2012 Mitglied des Direktoriums. 2012/2013 arbeitete Sutt als Chefberater des Exekutivdirektors der Europäischen Finanzstabilisierungsfazilität (EFSF), bevor er von 2013 bis 2016 als Leiter der Banken-Abteilung des Europäischen Stabilitätsmechanismus (ESM) in Luxemburg tätig war. 2017/2018 war Sutt Mitglied des Vorstands beim estnischen Energiekonzern Eesti Energia.

### Politik
Bei der Parlamentswahl 2019 wurde Andres Sutt als Abgeordneter ins estnische Parlament (Riigikogu) gewählt.
Am 26. Januar 2011 wurde er als neuer Minister für Außenhandel und Informationstechnologie in der Koalitionsregierung von Ministerpräsidentin Kaja Kallas vereidigt.

### Privates
Andres Sutt ist mit der Wirtschaftsberaterin Siiri Sutt verheiratet und Vater zweier Töchter und eines Jungen.